# Tingelstadfløjen
Tingelstadfløjen er oprindelig en norrøn skibsfløj af typen veðrviti og den var monteret på spiret på Tingelstad gamle kirke på Gran i Innlandet da den blev opdaget. Fløjen er romansk og ornamenteret i ringeriksstil. Den bliver normalt deteret til omkring år 1100, men nogle mener, at den er lidt ældre, og andre måske lidt yngre.
Fløjen er ca. 29 cm lang og 22,5 cm høj, og den er sammen med Heggenfløjen én af kun to bevarede skipsfløje af typen veðrviti (fløje monteret i stævnen, i modsætning til flaug som monteres i toppen af masten) i Norge. Derudover findes der to lignende fløje i Sverige; Källungefløjen og Söderalafløjen.
Tingelstadfløjen er fremstillet af en forgyldt kobberplade som er gennembrudt af et mønster. Den har motiver fra kristendommen, i modsætning til Heggenfløjen, Söderalafløjen og Källungefløjen. Pladen viser en slyngende planteranke og midt i den et dyr som en mandsperson prøver at tage noget ud af munden. Der er lidt tvivl om motivet er fra 1. Samuelsbog 17 34-35 hvor David redder et lam ud af munden på en løve. Nogle træk er imidlertid også fra Samsons kamp med løverne.
Langs toppen og den buede kant af fløjen er der fastnaglet skinner på hver side. Den rette kant mod spiret har sandsynligvis også haft en lignende skinne, men den er blevet fjernet i forbindelse med en senere reparation. Toppen af fløjen har en støbt drage som er naglet fast. Den buede kant har en række huller, hvor der sandsynligvis har været monteret små metalplader eller farvede bånd Fløjet har sandsynligvis været monteret i stanven på et skib, og sådanne bånd kan bl.a. ses på illustrationer af ledingsflåden fra Bryggen i Bergen.

## Historie
Fløjen er først nævnt i en indberetning af sognepræst Hannibal Hammer i 1743. Han skriver:
Den er ganske udhuggen med løvverk, og nederst paa den giverens navn med Runebokstaver. Ovenpå den ytterste kant står en Elephant som er grå av Coleur.
Han fortæller også at fløjen skal være givet af dronning Margrethe 1.. Runeindskriften er sadnsynligvis blevet fjernet i forbindelse med den senere reparation.
Fløjen blev overført til Oldsaksamlingen i Oslo i 1985, og en kopi blev foræret kirken.

## Sagn
Et lokalt sagn hævder at to svenskere eller en hollandsk matros en gang skal have forsøgt at stjæle fløjen fra kirken. Da han som var på taget næsten havde fået fat i fløjen, faldt han ned. Det skal være den eneste som er gravlagt ved kirken.

## Galleri
- Tingelstadfløjen
- Tegning
- Tingelstadfløjen i middelalderudstillingen i Kulturhistorisk museum.